# Su-75 (航空機)
Su-75 “チェックメイト”
2021年7月、MAKSにて公開されたSu-75
- 用途：戦闘機
- 分類：第5世代ジェット戦闘機
- 設計者：ロステック・スホーイ
- 製造者：スホーイ
- 運用者：ロシア航空宇宙軍
- 初飛行：2023年予定
- 運用開始：2026年予定
- 運用状況：開発中
- ユニットコスト：2,500万〜3,000万ドル

Su-75 チェックメイト（スホーイ75 チェックメイト、ロシア語: Сухой Су-75  «Шах-и-мат» / ЛТС, Лёгкий тактический  самолёт. 英語: Sukhoi Su-75 "Checkmate"）とは、ロシアのスホーイ設計局により開発されている、単発のステルス仕様第5世代ジェット戦闘機である。

## 概要

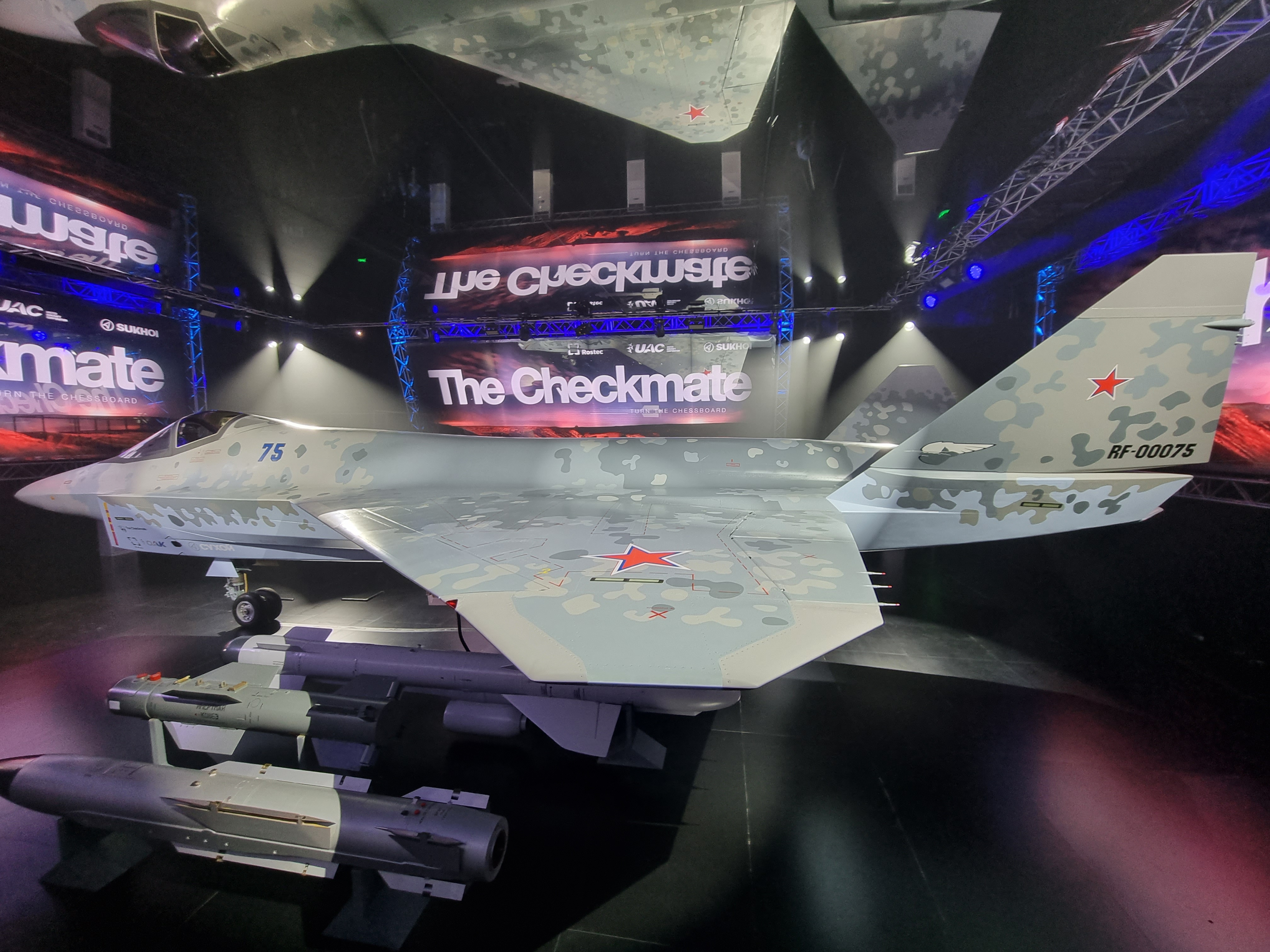
2021年11月にドバイで開催されたエアショーに展示されたSu-75のモックアップ

ロシアの第4世代ジェット戦闘機には、重量型のSu-27、軽量型のMiG-29などが既に実戦配備されている一方、ステルス性能を持つ第5世代は重量型のSu-57のみであり、軽量型のポジションは空白であったが、開発中の新鋭機が新たにそれを埋める形となる。同機の価格はF-35戦闘機の7分の1である2,500万～3,000万ドルほどとされ、一部の専門家は軍用機市場におけるロシア機の競争力を高める狙いから、より低コストな単発機が計画されたと見ている。生産は15年間で300機が見込まれている。
自動操縦仕様の機体をも含んだ開発は、ロステックと統一航空機製造会社（UAC）傘下のスホーイが担っており、最大6つの標的の同時攻撃と無人航空機の搭載が可能とされる。同機の航続距離は3,000キロ、ペイロードは7,400キログラムに設計され、最高速度はマッハ1.8〜2に達するとみられる。人工知能によって操縦がサポートされるほか、機体には5発のミサイルを内蔵、機外にも複数のミサイルを搭載できる。
試作機は同国大統領ウラジーミル・プーチンが出席する2021年7月のMAKSにて初公開された。ЛТС計画（Лёгкий тактический  самолёт：軽量戦術航空機計画）に基づき開発中のスホーイによると、初飛行は2023年、オペレーターへの初受領は2026年に計画されている。